# Kompatybilność w przód
Kompatybilność w przód (ang. forward compatibility) − cecha standardu, urządzenia lub oprogramowania, dzięki której jego wcześniejsza wersja umożliwia współpracę z całym otoczeniem nowej wersji i jej wszystkimi komponentami.
Przykładem takiej kompatybilności jest przeglądarka internetowa, która ignoruje nowe, nierozpoznane elementy języka HTML, zamiast informować użytkownika o pojawiających się błędach. Osiągnięcie kompatybilności w przód jest znacznie trudniejsze od zapewnienia kompatybilności wstecz, gdyż w momencie realizacji danego projektu szczegóły nowych komponentów, które mogą pojawić się dopiero za wiele lat, nie są jeszcze znane.